# Gorillaz
A Gorillaz egy virtuális együttes, melyet a Blur frontembere, Damon Albarn és a képregényrajzoló Jamie Hewlett talált ki 1998-ban. Négy rajzolt zenész alkotja: 2D, Noodle, Russel és Murdoc. A háttérben mindig változó zenészek szolgáltatják a zenét, egyedül Albarn személye változatlan. A csapat stílusa elsősorban egyfajta alternatív hiphop, de tartalmaz számtalan elektronikus és élőzenei effektet is.
A csapat legelső lemeze, a Gorillaz hétmillió példányban kelt el, és ezzel bekerült a Guinness Rekordok Könyvébe, mint a világ legnépszerűbb virtuális együttese. Ezen felül számos albumot, valamint B-oldal gyűjteményeket és remixalbumot is kiadtak. Bár mozifilmet is terveztek a figurák főszereplésével, ez mindeddig nem jött össze; készültek viszont zenés DVD-k.

## Történet

### A kezdetek (1998-1999)
Damon Albarn és a képregényrajzoló Jamie Hewlett 1998-ban ugyanabban a bérházban lakott, így jött a saját projekt ötlete. Az együttes neve eredetileg "Gorilla" lett volna, és fel is vettek egy számot. Ez volt a "Ghost Train", ami később mint a "Rock The House" B-oldala jött ki. A név később az amerikai "The Monkees" mintájára megváltozott, így lett Gorillaz. Az eredeti felállásban Damon Albarn, Del tha Funkee Homosapien és Dan The Automator volt. Ez a felállás készített egy számot a "Deltron 3030" című formáció albumára, ez adta a későbbi zenéjük alapját.

### Phase One (2000-2002)
Az első szerzeményük 2000-ben a Tomorrow Comes Today volt, amely meglehetősen népszerű lett az underground körökben. Szájról szájra terjedt a híre, s mindenki kíváncsi volt rá, ki is állhat a rajzfilmes együttes mögött. Ugyanekkor indult el az együttes weblapja is, melyen számtalan játék volt kipróbálható, és a Flash-alapú grafikában rejlő lehetőségeket ki is használták: egy egész virtuális stúdiót, a Kong Stúdiót hozták rajta létre.
Az igazi sikert 2001-ben érték el, amikor megjelent a "Clint Eastwood", majd a "19/2000", és nem sokkal ezután a "Gorillaz" című album. Angliában egy áldokumentumfilmet is leadtak a tévében Albarn és Hewlett főszereplésével. A szeptember 11-ei eseményeket egy koprodukcióban készült számmal örökítették meg ("911"). Év végén kijött a G-Sides, a B-oldalas számaik és különféle remixek gyűjteménye.
2002-ben már adtak egy olyan fellépést, amely során a háttérbe az együttes virtuális tagjai voltak kivetítve, miközben az előtérben már a zenészek játszottak. A Spacemonkeys nevű együttes ebben az évben átdolgozta reggae stílusban a Gorillaz album számait, ez lett a Laika Come Home. 2002 végén jött ki első DVD-jük, a Phase One: Celebrity Take Down, mely számtalan érdekességet tartalmazott. Ugyanebben az időben az együttes weboldala leállt: csak egy kihalt Kong Stúdiót mutatott. A készülőfélben lévő Gorillaz-filmet pedig egész egyszerűen lefújták.

### Phase Two (2002-2007)
2004-ben a weboldal új életre kelt, mikor kikerült rá a "Rock It" című számhoz készült videó. Ugyanekkor jelentették be az új albumukat, melynek a producere Danger Mouse lett. Továbbá meghirdették a Search For A Star versenyt, melynek győztese együtt készíthette velük az El Manana című számot és a hozzá tartozó klipet.
A 2005-ös év megint új népszerűséget hozott az együttesnek, ekkor került kiadásra a Demon Days album, és ekkor jött ki a Feel Good Inc. kislemez. Mindkettő hatalmas sikereket ért el, akárcsak az utána következő "DARE", "Dirty Harry", valamint a dupla A-oldalas "Kids With Guns/El Manana". Egy virtuális koncertturnét is tervbe vettek, azonban a technika túlságosan sokba került volna.
2006-ban váratlanul jelképesen lerombolták a webes Kong Stúdiót. Nem sokkal később kijött második DVD-jük, a Phase Two: Slowboat To Hades, valamint képes önéletrajzuk, a Rise of the Ogre. Ezután kisebb szünet következett, majd 2007 végén megjelent a D-Sides nevű B-oldalas album. 2008-ban pedig egy dokumentumfilm készült róluk, Bananaz címmel.

### Phase Three: Plastic Beach és a The Fall (2007–)
2007-ben Albarn és Hewlett elkezdett dolgozni következő projektjükön, ebből lett a 2010-ben megjelent harmadik nagylemez, a Plastic Beach. Az albumon olyan előadók vendégeskednek, mint Snoop Dogg, Bobby Womack, Lou Reed, Mos Def, Gruff Rhys, Mark E. Smith, Mick Jones, Paul Simonon, Kano, Bashy, De La Soul, Little Dragon, Hypnotic Brass Ensemble, sinfonia ViVA, és a The Lebanese National Orchestra for Oriental Arabic Music. Az első kislemez a Stylo volt, melynek klipjében maga Bruce Willis üldözi a Gorillaz rajzolt tagjait. A továbbiak az On Melancholy Hill, Superfast Jellyfish és a Rhinestone Eyes voltak.
Az albummal ezúttal világ körüli turnéra is indultak, szinte mindenhol teltház előtt játszottak, és az albumon szereplő legtöbb vendégzenész is velük tartott.
Novemberben megjelent egy újabb, a Plastic Beachen nem szereplő dal Doncamatic címmel, melyben a manchesteri Daley énekel, ehhez is készült videó.
Damon több interjúban is említette, hogy az amerikai turnéjuk alatt, Ipaden elkészítette negyedik nagylemezüket, később az is kiderült, hogy az albumot karácsonykor mindenki ingyen letöltheti a Gorillaz oldaláról. Az album címe The Fall.
2012 márciusában a Converse céggel összefogva megjelent a "Do Ya Thing", továbbá egyedi tervezésű Gorillaz logóval ellátott Converse cipőket is a piacra dobtak.

## Zenekari tagok

### Fiktív tagok
- Stuart "2D" Tusspot – ének, billentyűs hangszerek (1998–jelenleg)
- Murdoc Niccals – basszusgitár (1998–jelenleg)
- Noodle – gitár, billentyűs hangszerek, háttérének (2000–2006, 2010–jelenleg)
- Russel Hobbs – dobok, DJ, MC (1998–2006, 2010–jelenleg)
- Ace – basszusgitár (2018-jelenleg)

Korábbi tagok
- Paula Cracker – gitár (1998–2000)
- Del the Ghost Rapper – vendégének (2001–2003)
- Cyborg Noodle – gitár (2008–2010)

### Jelenlegi tagok
- Damon Albarn – ének, billentyűs hangszerek, gitár, basszusgitár (1998–jelenleg)
- Jamie Hewlett – illusztrációk, FX (1998–jelenleg)
- Mike Smith – (1998 – jelenleg)
- Cass Browne – dobok, ütőhangszerek (1998 – jelenleg)

## Diszkográfia

### Albumok
| Cím                                     | Megjelenés         | Megjegyzés           | Helyezések     | Helyezések       | Helyezések | Helyezések  | Eladási eredmények | Eladási eredmények | Eladási eredmények | Eladási eredmények |
| Cím                                     | Megjelenés         | Megjegyzés           | Nagy-Britannia | Egyesült Államok | Ausztrália | Németország | Nagy-Britannia     | Egyesült Államok   | Ausztrália         | Németország        |
| --------------------------------------- | ------------------ | -------------------- | -------------- | ---------------- | ---------- | ----------- | ------------------ | ------------------ | ------------------ | ------------------ |
| Gorillaz                                | 2001. március 26.  | Első nagylemez       | 3              | 14               | 17         | 3           | 2xPlatina          | Platina            | Arany              | Arany              |
| G-Sides                                 | 2002. március 11.  | B-oldalak            | 65             | 84               | -          | -           |                    |                    |                    |                    |
| Laika Come Home                         | 2002. július 1.    | Gorillaz remixek     | -              | 156              | -          | -           |                    |                    |                    |                    |
| Demon Days                              | 2005. május 23.    | Második nagylemez    | 1              | 6                | 2          | 2           | 5xPlatina          | 2xPlatina          | 3xPlatina          | Arany              |
| D-Sides                                 | 2007. november 20. | B-oldalak és remixek | 63             | 166              | -          | -           |                    |                    |                    |                    |
| Plastic Beach                           | 2010. március 3.   | Harmadik nagylemez   | -              | -                | -          | -           |                    |                    |                    |                    |
| The Fall                                | 2010. december 25. | Negyedik nagylemez   | -              | -                | -          | -           |                    |                    |                    |                    |
| Humanz                                  | 2017. április 28.  |                      |                |                  |            |             |                    |                    |                    |                    |
| The Now Now                             | 2018.              |                      |                |                  |            |             |                    |                    |                    |                    |
| Song Machine, Season One: Strange Timez | 2020.              |                      |                |                  |            |             |                    |                    |                    |                    |
| Cracker Island                          | 2023.              |                      |                |                  |            |             |                    |                    |                    |                    |

### Kislemezek
| Cím                                              | Megjelenés          | Album           | Helyezések     | Helyezések       | Helyezések | Helyezések | Helyezések  | Helyezések  |
| Cím                                              | Megjelenés          | Album           | Nagy-Britannia | Egyesült Államok | FÁK        | Ausztrália | Olaszország | Németország |
| ------------------------------------------------ | ------------------- | --------------- | -------------- | ---------------- | ---------- | ---------- | ----------- | ----------- |
| Clint Eastwood (feat. Del tha Funkee Homosapien) | 2001. március 5.    | Gorillaz        | 4              | 57               | 3          | 17         | 1           | 2           |
| 19-2000                                          | 2001. június 25.    | Gorillaz        | 6              | -                | 23         | 39         | 21          | 29          |
| Rock the House (feat. Del tha Funkee Homosapien) | 2001. október 22.   | Gorillaz        | 18             | -                | -          | -          | -           | 90          |
| 911 (feat. D12 és Terry Hall])                   | 2001. december 7.   | -               | -              | -                | -          | -          | -           | -           |
| Tomorrow Comes Today                             | 2002. február 25.   | Gorillaz        | 33             | -                | -          | -          | -           | -           |
| Lil' Dub Chefin' (feat. Spacemonkeyz)            | 2002. július 22.    | Laika Come Home | 73             | -                | -          | -          | -           | -           |
| Feel Good Inc. (feat. De La Soul)                | 2005. május 9.      | Demon Days      | 2              | 8                | 1          | 3          | 5           | 8           |
| DARE (feat. Shaun Ryder)                         | 2005. augusztus 29. | Demon Days      | 1              | 87               | 8          | 11         | 11          | 37          |
| Dirty Harry (feat. Bootie Brown)                 | 2005. november 21.  | Demon Days      | 6              | -                | -          | 15         | 26          | 77          |
| Kids With Guns (feat. Neneh Cherry) / El Mañana  | 2006. április 10.   | Demon Days      | 27             | -                | -          | 31         | 33          | 97          |
| Stylo (feat. Bobby Womack and Mos Def)           | 2010. február       | Plastic Beach   | -              | 27               | -          | -          | -           | 63          |
| Superfast Jellyfish                              | 2010                | Plastic Beach   | -              | -                | -          | -          | -           | -           |
| On Melancholy Hill                               | 2010                | Plastic Beach   | -              | -                | -          | -          | -           | -           |
| Rhinestone Eyes                                  | 2010                | Plastic Beach   | -              | -                | -          | -          | -           | -           |
| Doncamatic (feat. Daley)                         | 2010                |                 | -              | -                | -          | -          | -           | -           |

### DVD-k
| Cím                            | Megjelenés         | Tartalom                                 |
| ------------------------------ | ------------------ | ---------------------------------------- |
| Phase One: Celebrity Take Down | 2002. november 18. | Videóklipek, rövidfilmek                 |
| Demon Days Live                | 2006. március 27.  | Demon Days élő koncert 2005 novemberéből |
| Phase Two: Slowboat to Hades   | 2006. október 30.  | Videóklipek, rövidfilmek                 |